# 법의병리학
법의병리학(法醫病理學)은 병사(病死) 이외의 모든 죽음인 변사의 사인을 규명하는 법의학 학문으로, 병사 이외의 모든 죽음, 외상, 질식, 이상 온도 및 기압에 의한 장애, 기아, 중독, 주산기 사망, 학대아, 천대아, 정신이상, 성범죄 등에 의한 외인사, 돌연사 등에 부검을 실시하여 사망의 종류, 사인, 사후 시간, 치사(죽음에 이름)된 방법, 사용 흉기 및 사용 독금물 등을 규명한다.

## 같이 보기
- 법과학